# Староанглийска овчарка
Староанглийската овчарка (на английски: Old English Sheepdog, английско съкращение: OES), наричана още бобтейл, е порода кучета с произход от Англия, Великобритания.
Сравнително голяма е по размер и е селектирана чрез кръстосването на стари английски овчарски кучета. Староанглийската овчарка се отличава с дълга и гъста козина, която покрива нейното лице и очи.
Поради традиционната за овчарските кучета, сред които и староанглийската овчарка, практика на купиране, породата е наричана с прякора „бобтейл“. Известно наимениование на породата също така е и „Куче на Дулукс“, причаната за което е дългото използване на нейни екземпляри за реклама на марката боя „Дулукс“.

## Външен вид
Староанглийската овчарка е голямо куче, което може да се познае по своята гъста и дълга козина, обикновено сиво-бяла на цвят. Ушите са висящи, ниско поставени, от двете страни на главата. На местата, където купирането всер още е разрешено, опашката се отрязва донякъде, благодарение на което задните части на кучето започват да приличат на тези на пандите. Понякога опашката е къса по рождение. Староанглийската овчарка става по-висока от холката към задните части. Има характерна походка, която включва извиване на гърба при ходене, като при мечките. Опашката на кучетата от тази порода е с дълга козина, ниско поставена и висяща надолу в повечето случаи.
Височината в холката е не по-малко от 61 см (24 инча), като женските екземпляри са малко по-малки от мъжките. Тялото е късо и компактно. Стандартно тегло не е определено официално, но нормално кучетата от тази порода тежат не повече от 46 кг (101 фута), средното тегло на големите мъжки.
Цветът на двуслойната козина може да бъде нюанс на сивото, синьо или синьо мерле, като задължително има и бели части. Подкозината е водоустойчива. Бебетата се раждат с черно-бяла козина, която с времето се променя в сива или сребърна и увеличава обема си.
Купиране
Некупирани староанглийски овчарки по-често могат да се срещнат в страни, които са забранили купирането. Британският киноложки клуб разрешава купирането, но и двата вида кучета (купирани и некупирани) могат да се изявяват на изложения. Според стандарта на Австралийския киноложки клуб, опашката може да се купира по избор на стопанина. Според стандарта на Американския киноложки клуб, опашката се купира близо до тялото, освен ако не е къса по рождение. Смята се, че практиката за купирането идва от 18 век, в резултат от наредбите, според които работните кучета трябвало да бъдат купирани, за да се показва работния им статус.

## История
Знае се, че староанглийската овчарка е кръстоска на много стари овчарски породи, отглеждани в Англия, но не се знае къде точно е селектирана, нито за какво се е използьвала в началото. В картина на художника Джейнсбъра от 1771 има нарисовано малко куче с клепнали уши и се вярва, че това е ранен вид староанглийска овчарка. В началото на 19 век се появили кучета с къса опашка, наричани Смитфиййлд и Котсуълд, и скоро се разпространили из Англия и са вероятни предци на староанглийската овчарка. Много стопани на кучета от тази порода смятат, че неин предшественик е брадатото коли. Други посочват южноруската овчарка за такава порода.
В началото староанглийсата овчарка е наричана „куче на овчаря“ и за първи път е показана на изложение в Бирмингам през 1873. Съдията не сметнал качествата на породата за много впечатляващи и я класирал на второ място. След това, староанглийската овчарка станала популярно изложбено куче и променила размера си от малък до голям. Поради специалните селекции, козината станала по-обемиста и първият екземпляр с гъста и дълга козина се появил през 1907. През 1880-те се появили първите екземпляри на породата в САЩ, а днес 5 от най-влиятелните семейства в Щатите отглеждат кучета от тази порода. Тя все още е много популярна като изложбено куче.